# Pfarrkirche Lochau

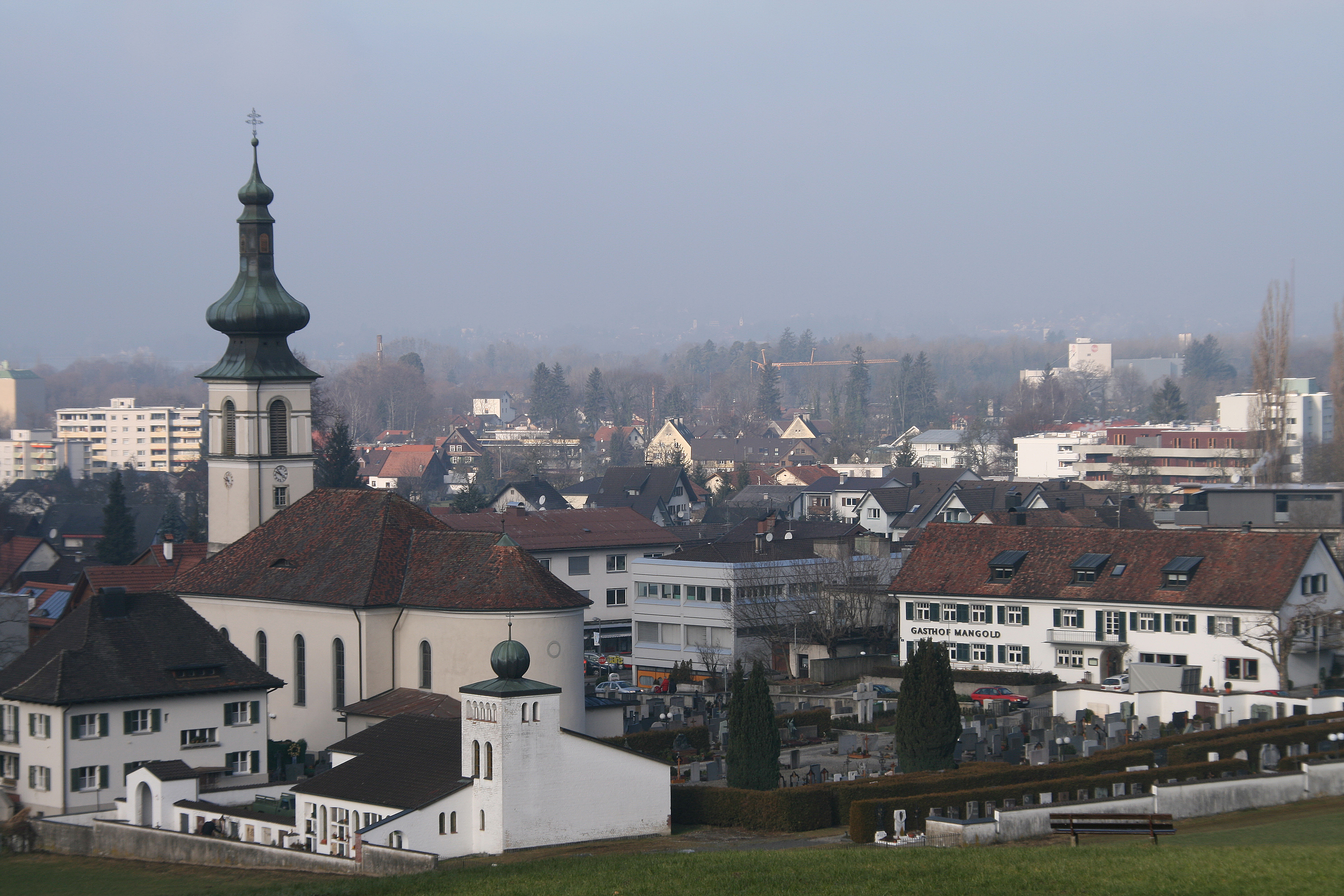
Katholische Pfarrkirche hl. Franz Xaver in Lochau

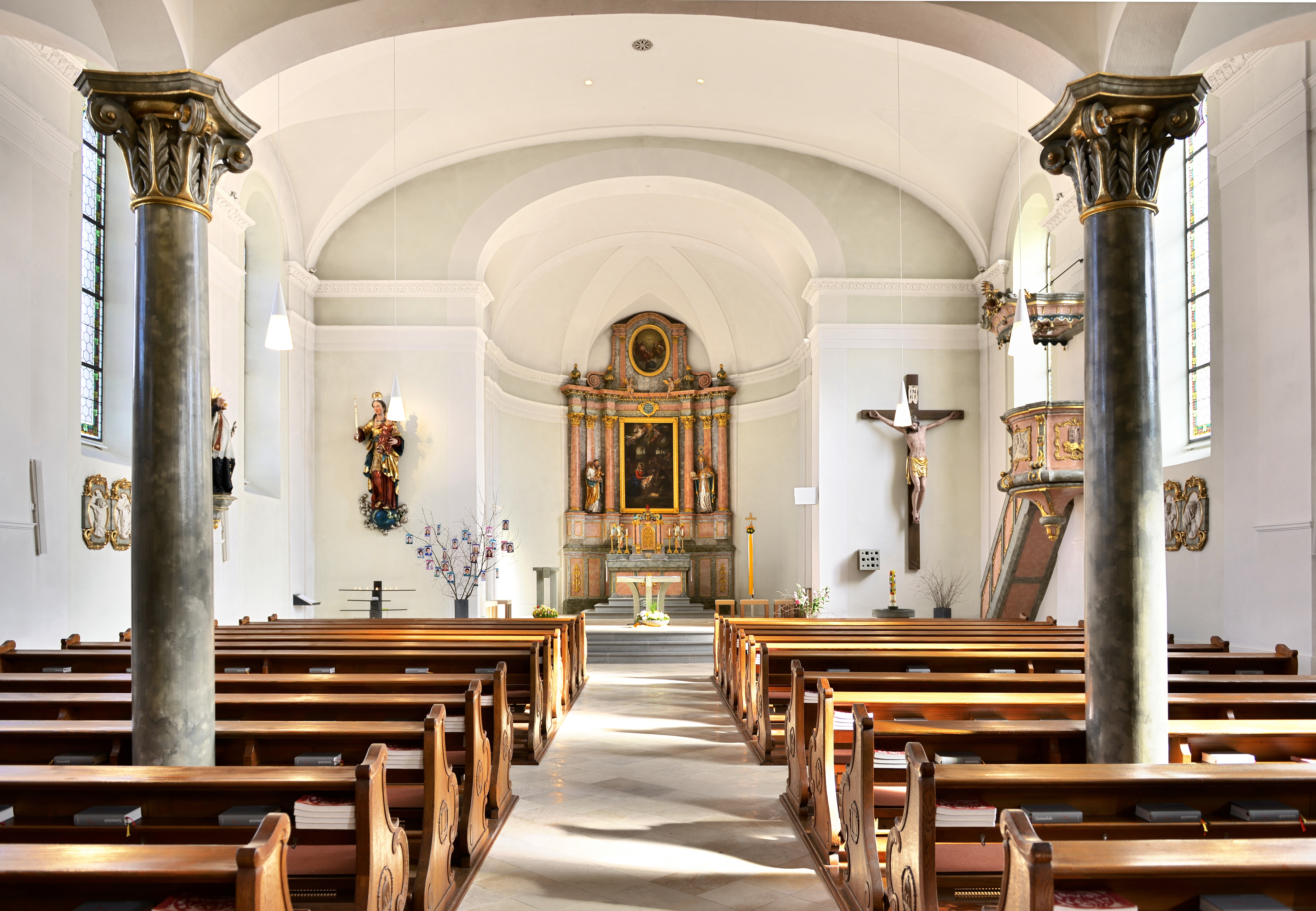
Im Langhaus zum Chor

Die römisch-katholische Pfarrkirche Lochau steht im Süden der Gemeinde Lochau im Bezirk Bregenz in Vorarlberg. Die dem heiligen Franz Xaver geweihte Pfarrkirche gehört zum Dekanat Bregenz der Diözese Feldkirch. Die Kirche steht unter Denkmalschutz.

## Geschichte
1561 bemühte sich Hans Werner von Raitenau darum, dass die St. Oswald Kapelle im Weiler Hofen zu einer Pfarrkirche für Lochau und Hörbranz erhoben wird. Die Bemühungen waren nicht erfolgreich.
Die ursprüngliche als Filiale von Bregenz 1706 erbaute Franz-Xaverius-Kapelle im Weiler Lochau, welche 1728 geweiht wurde, wurde 1913 abgebrochen. Sie gilt als Ursprung der Pfarre Lochau. Die heutige Kirche wurde 1844 mit dem Maurermeister Feuerstein und dem Zimmermeister Gebhard Huber erbaut und 1849 geweiht und 1855 zur Pfarrkirche erhoben. 1932 war eine Restaurierung. 1970 wurde die Kirche außen und 1972/1973 innen restauriert. Die letzte Innenrenovierung erfolgte im Jahr 2006 sowie eine Außenrenovierung im Jahr 2012.

## Architektur
Der einheitliche neuromanische Kirchenbau hat ein Langhaus unter einem Walmdach und einen eingezogenen niedrigeren Chor mit einer Rundapsis und einen Westturm. Das Langhaus hat je Längsseite fünf Rundbogenfenster ohne plastische Gliederung. Am eingezogenen Chor sind nördlich und südlich eine eingeschoßige Sakristei angebaut. Der teils in die Westfassade eingebundene dreigeschoßige Westturm mit einem umlaufenden auskragenden Dachgesims ist im zweiten Obergeschoß zweifach abgetreppt und hat im dritten Obergeschoß vier Rundbogenschallöffnungen, welche mit je zwei Pilastern mit gemeinsam ums Eck laufenden Gesims verbunden sind. Der Turm trägt über einem stark profilierten Geschoßgesims eine Zwiebelhaube mit Laterne. Das Hauptportal im Turm hat eine rechteckige Steinrahmung und einen Dreieckgiebel auf zwei Voluten und darüberliegend ein halbkreisförmiges Fenster.
Die Turmvorhalle hat ein Kreuzgratgewölbe und eine Rundbogenarkade zum Langhaus. Das fünfjochige Langhaus hat Flachtonnengewölbe mit Gurtbögen und Stichkappen auf dreifachen Pilaster mit einfachen Architrav und gemeinsamen Akanthusstuckkapitellen. Der eingezogene einjochige Chor mit einer Halbkreisapsis mit einem Stichkappengewölbe mit Gurtbögen mit gleicher Wandgliederung wie im Langhaus. Die über zwei Joche gehende Westempore hat eine Flachkassettendecke auf vier Säulen und schließt dreiachsig mit Flachbogenarkaden und einer geraden Brüstung ab.

## Ausstattung
Der Hochaltar mit einer hohen Sockelzone und einem klassizistischen Aufbau mit vier Säulen hat einen flachen Aufsatz. Das Hochaltarbild Anbetung der Hirten um 1700 wurde aus dem Kloster Mehrerau hierher übertragen, das Oberbild Heilige Dreifaltigkeit entstand im Ende des 18. Jahrhunderts. Der Hochaltar trägt die Figuren Josef links und Gebhard rechts vom Bildhauer Franz Xaver Renn (um 1845). Der Tabernakelaufbau mit sechs Säulen und einer Volutenbekrönung ist aus 1973.
Anstatt des linken Seitenaltars steht dort die Figur Immaculata aus Wangen um 1650/1670. Anstatt des rechten Seitenaltars hängt ein Kruzifix aus der Mitte des 19. Jahrhunderts. Die Kanzel aus dem Ende des 18. Jahrhunderts hat einen geschwungenen Korb mit Rocailledekor mit Reliefs Christus unter den Schriftgelehrten und Gesetzestafeln und trägt am Schalldeckel Heiliger Geist und Puttenköpfe.
Die Bankdocken mit Symbolzeichen Mariens, Heiliger Geist und Jesus schuf 1930 der Bildhauer Gustav Bachmann, auch 1930/1931 die Beichtstühle und 1931 die Kreuzwegreliefs. Der Taufstein trägt die Figurengruppe Taufe Christi aus der Mitte des 19. Jahrhunderts.
Die Orgel mit einem neuromanischen Gehäuse bauten 1897 die Gebrüder Mayer. Ein Orgelneubau erfolgte 1985 durch Rieger Orgelbau.
An der rechten Langhauswand ist eine Gedenktafel aus 1888 zum Bischof Joseph Feßler in St. Pölten.

## Friedhof

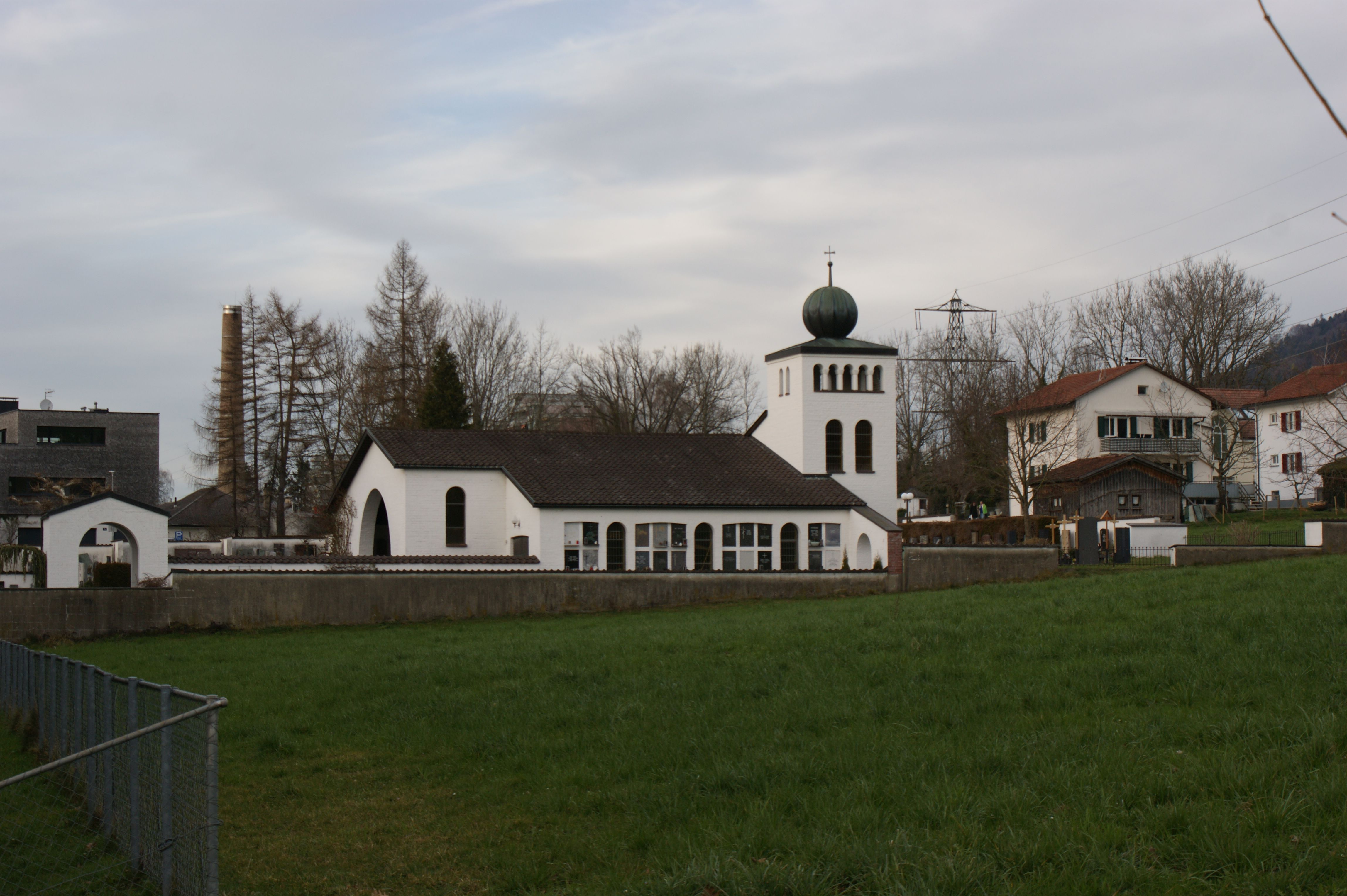
Aufbahrungshalle

Der Friedhof umgibt die Kirche. Die Aufbahrungshalle wurde 1970/1971 nach den Plänen von Riedmann erbaut. Der Rechteckbau unter einem Satteldach trägt einen Turm mit Rundbogenschallöffnungen mit Blendarkaden und einem Kugeldach. In der Eingangshalle hängt ein Kruzifix aus dem 18. Jahrhundert. Es gibt ein Steinrelief Mutter mit Kind aus dem 20. Jahrhundert und eine Steinfigur hl. Georg vom Bildhauer Albert Bechtold (1923) vom früheren Kriegerdenkmal. Das neue Kriegerdenkmal schuf Emil Gehrer (1964). Rechts an der Kirchenfassade ist ein Priestergrabmal mit einem Relief Auferstandener vom Bildhauer Gottfried Bechtold (um 1965).